# Sharp Zaurus

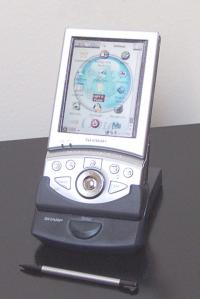
Sharp Zaurus SL-5500 funcionant amb OpenZaurus i OPIE

Sharp Zaurus és una PDA (Personal Digital Assistant) elaborada per Sharp Corporation. El nom deriva del sufix aplicat als noms dels dinosaures, i simbolitza força.